# Hippolyt Kempf
Hippolyt Marcel Kempf (Lucerna, 10 dicembre 1965) è un ex combinatista nordico svizzero.

## Biografia
In Coppa del Mondo esordì il 4 gennaio 1986 a Schonach im Schwarzwald (15°) e ottenne la prima vittoria, nonché primo podio, il 30 dicembre successivo a Oberwiesenthal.
In carriera prese parte a tre edizioni dei Giochi olimpici invernali, Calgary 1988 (1° nell'individuale, 2° nella gara a squadre), Albertville 1992 (26° nell'individuale, 10° nella gara a squadre) e Lillehammer 1994 (6° nell'individuale, 3° nella gara a squadre), e a due dei Campionati mondiali, vincendo una medaglia.

## Palmarès

### Olimpiadi
- 3 medaglie:
  - 1 oro (individuale a Calgary 1988)
  - 1 argento (gara a squadre a Calgary 1988)
  - 1 bronzo (gara a squadre a Lillehammer 1994)

### Mondiali
- 1 medaglia:
  - 1 argento (gara a squadre a Lahti 1989)

### Coppa del Mondo
- Miglior piazzamento in classifica generale: 3º nel 1987 e nel 1989
- 11 podi (tutti individuali):
  - 5 vittorie
  - 4 secondi posti
  - 2 terzi posti

#### Coppa del Mondo - vittorie
| Data             | Località       | Nazione        | Trampolino            | Spec.       |
| ---------------- | -------------- | -------------- | --------------------- | ----------- |
| 30 dicembre 1986 | Oberwiesenthal | Germania Est   | Fichtelberg K90       | IN NH/15 km |
| 7 gennaio 1989   | Schonach       | Germania Ovest | Langenwaldschanze K90 | IN NH/15 km |
| 25 marzo 1989    | Thunder Bay    | Canada         | Big Thunder K89       | IN NH/15 km |
| 16 dicembre 1989 | Sankt Moritz   | Svizzera       | Olympiaschanze K94    | IN NH/15 km |
| 19 marzo 1994    | Thunder Bay    | Canada         | Big Thunder K90       | IN NH/15 km |

Legenda:

IN = individuale Gundersen

NH = trampolino normale